# Optički disk (nosač podataka)
Optički disk je sredstvo za pohranu podataka, pri čemu se koristi neki optički zapis. Optički diskovi se po svojem obliku i građi razlikuju prema vrsti korištenog optičkog zapisa.
Prvi rašireni optički diskovi bili su laserski diskovi, koji zapravo nisu nikad dosegli masovnost. U srži su koristili analogni zapis za pohranu slike, dok je zvuk mogao biti i u digitalnom obliku. Laserski disk je u sredini imao tanak sloj aluminija prekriven prozirnim plastičnim materijalom. Optički zapis je rađen tako da je taj tanki aluminijski sloj imao niz malih neravnina na inače glatkoj površini. Zapis se je čitao fokusiranom zrakom svjetla, tako da je mjerena jakost odbljeska. Tamo gdje je aluminijska površina bila ravna, odbljesak je bio jak. Tamo gdje je bila udubljena odnosno izbočena, svjetlo bi se raspršilo pa je odbljesak bio slab.
Uslijedio je kompaktni disk, ili kraće CD, kojeg je razvila tvrtka Philips. CD je u početku bio zamišljen kao nosač zvuka, i to u digitalnom obliku. I dalje je koristio neravnine na tankoj metalnoj površini poput laserskog diska, ali sada su se duljine neravnina i duljine glatkih dijelova između neravnina koristile za pohranu nekoliko bita digitalne informacije. Nakon primjene za pohranu zvuka, uslijedila je i primjena za općenitiju pohranu podataka, kao i specifična primjena za pohanu pokretnih slika, VideoCD, koja je doživjela značajnu popularnost u Japanu. Kvaliteta slike nije bila vrhunska, prvenstveno zbog toga što je podatkovni kapacitet CD-a bio zamišljen za pohranu zvuka, te je imao kapacitet od 650 MB. No kao nosač zvuka, CD je i dalje vrlo kvalitetno sredstvo, koje za svojih 650 MB osigurava 74 minute dvokanalnog zvuka, s 44100 uzoraka u sekundi, i veličine uzorka od 16 bita po svakom kanalu. CD je također uveo i znatnu zalihost u zapisu podataka, kao i dvije razine automatskog otkrivanja i ispravljanja grešaka, što je omogućilo da i razumna svakodnevna oštećenja i zaprljanja diska ne ometaju kvalitetu zvuka.
Za pohranu zvuka je značajnu popularnost imao i MiniDisc tvrtke Sony. Minidisc je bio znatno manjeg podatkovnog kapaciteta, tek oko 100 MB, ali je uveo kompresiju podataka, vodeći se time da ljudsko uho ne može raspoznati zvukove koji su znatno tiši od dominantnog zvuka. Na toj činjenici je zasnovan ATRAC algoritam kojim je zvuk uz isti doživljaj slušača mogao stati u 6 do 7 puta manji podatkovni prostor. Druga novost koju je uveo MiniDisc se odnosila na uređaj za čitanje i reprodukciju zapisa, a značila je da se disk na mahove čita brže nego što je potrebno za reprodukciju, čime se stvara određena zaliha podataka u memoriji uređaja. Uređaj je stoga mogao reproducirati zvuk iz memorije kada bi čitanje s diska bilo nakratko prekinuto, npr. zbog trešnje uređaja. Ta otpornost na trešnju, kao i male dimenzije diska koji je bio smješten u zaštitnu kutiju, omogućila je izradu malih, prijenosnih uređaja.
MiniDisc se razlikovao i po tome da je koristio Faradayev učinak za čitanje podataka, pri čemu se polarizacijska ravnina svjetlosti mijenja ovisno o smjeru magnetizacije podloge s koje se svjetlo reflektira. Zvuk, odnosno podaci koji ga predstavljaju, su se na disk mogli zapisivati i to kao različito magnetizirana područja na površini diska. Kako su ta područja morala biti vrlo sitna, znatno manja od praktično izvodljive glave za magnetsko pisanje, zapisivalo se tako da se je na disk primijenilo magnetsko polje slabije od koercitivne sile korištenog magnetskog materijala, ali bi se zrakom svjetna ciljano područje diska istovremeno nakratko zagrijalo preko Curiejeve temperature. Time je MiniDisc bio sredstvo na koje je korisnik mogao sâm pisati zvučni zapis po želji.
Danas sve veću popularnost grabi Digital Versatile Disc odnosno DVD. DVD je donio znatno povećanje kapaciteta u odnosu na CD (od 1,46 GB do 17,08 GB, tipično 4,7 GB), te se nije ograničavao na posebnu vrstu zapisa. U stvarnosti je zapis na DVD disku često DVD Video koji ima svoje posebnosti i služi za pohranu kvalitetnih pokretnih slika, uz mogućnost nekoliko istovremenih zapisa zvuka, slike, te teksta na slici („titlova“), te također izbornika.